# Unité d'habitation de Briey
L'Unité d'habitation de Briey, appelée aussi Cité radieuse de Briey-en-Forêt, est une unité d'habitation construite entre 1959 et 1960 à Briey (Meurthe-et-Moselle) par l'architecte franco-suisse Le Corbusier selon le modèle qu'il a établi pour Marseille. Ce bâtiment, construit pour l'Office départemental HLM, est progressivement abandonné par le bailleur social et menacé de destruction dans les années 1980. Elle est depuis progressivement réhabilitée.

## Projet et description du bâtiment
Le projet d'unité d'habitation s'inscrit dans un projet plus large de nouveau quartier d'habitation en pleine forêt, dans cette ville du bassin minier de Lorraine. C'est Georges-Henri Pingusson qui est l'architecte en chef de ce projet de quartier et qui réalise d'ailleurs deux ensembles de 100 logements et une école à proximité de l'unité. L'objectif est de loger la population alors en pleine augmentation en lien avec l'expansion des mines de fer et de l'industrie sidérurgique.
En 1955, Le Corbusier entre en contact officiellement avec la mairie de Briey, il est nommé architecte en chef du projet et André Wogenscky architecte d'opération. C'est l'office HLM qui en est le maître d'ouvrage.
Le bâtiment proposé fait 110 mètres de long et 56 mètres de haut (70 mètres à son point culminant) et 19 mètres de large, soit approximativement les mêmes dimensions que le siège des Nations unies, en trois fois moins haut. Il comprend 339 logements en duplex répartis sur 17 étages avec six rues intérieures. Le modèle est celui de la Cité radieuse de Rezé repris quasiment à l'identique avec quelques nuances : les logements sont plus petits, et il n'y a aucun équipement sur le toit, ni rue commerciale.
La construction commence seulement le 3 mars 1959 et s'achève deux ans après.

## Abandon et réhabilitation de l'unité
Les premiers locataires arrivent en 1961. Mais l'unité va connaître rapidement des contre-coups. Les années 1960 voient la fermeture des mines de Briey et la récession économique s'étendre dans la région. Des malfaçons sont mises au jour dans le bâtiment et celui-ci est mal entretenu avec des locataires connaissant de grosses difficultés financières. En décembre 1966 des 339 logements de types divers (F1, F2, F4, F6), 90 ne sont déjà plus occupés, chiffre qui monte à 130 en mars 1969, et près de 300 en décembre 1983, quand les derniers locataires, restée très isolée du reste de la commune, sont évacués de l'unité pour la fermeture définitive alors annoncé pour octobre 1984.
À partir de 1984, alors qu'un projet de destruction est proposé, le nouveau maire de Briey, Guy Vattier, s'y oppose et un comité de défense est mis en place. L'hôpital devient propriétaire d'une partie du bâtiment et y installe une école d'infirmières. Une association est créée en 1989, la Première rue, qui organise des manifestations culturelles sur le thème des arts plastiques et de l'architecture au sein de l'unité. Les appartements restants sont vendus à des propriétaires privés en 1991. Un festival du livre d'architecture - « Impressions d'architecture » - y est organisé depuis 1994.
Les façades, toitures et portique, le hall avec son comptoir et la première rue, ainsi que les appartements 101, 116, 128, 131, 132, 133 et 134 font l'objet d'une inscription au titre des monuments historiques depuis le 26 novembre 1993. Les façades et les toitures de l'ancienne chaufferie ainsi que son portique constitué de trois piliers et d'une poutre font également l'objet d'une inscription au titre des monuments historiques en date du 16 juillet 2007. L'ensemble porte donc le label « Patrimoine du XXe siècle ».
En 2010, après trois ans de travaux sous la direction des architectes Medrea et Ferauge, les façades ont été restaurées et l'unité d'habitation a retrouvé sa polychromie d'origine.

## Faits notables
- Le tueur en série Francis Heaulme a passé une partie de son enfance dans cette unité d'habitation.